# Pere Muñoz Perugorria
Pere Muñoz Perugorria (Palma de Mallorca, 1971) es un comunicador, empresario turístico cultural y expolítico mallorquín. 
Estudió derecho en la Universidad de las Islas Baleares, realizó un postgrado en Gestión y Políticas culturales en la Universidad de Barcelona y un máster en Gestión Cultural en la Universidad Complutense de Madrid.
Fue miembro fundador de Joves de Mallorca per la Llengua, en 1996, plataforma juvenil de promoción y uso de la lengua catalana, que agrupa más de veinte entidades y que moviliza anualmente miles de jóvenes en actividades como el Correllengua o l'Acampallengua.

## Actividad política
Afiliado al PSM-Entesa Nacionalista desde el 1992, fue el 1995 cuando inicia su actividad de responsabilidad política como secretario del Grupo Municipal del PSM en el Ayuntamiento de Palma. Posteriormente, dentro del ámbito de la gestión pública de la cultura, fue coordinador de Cultura y Patrimonio del Consejo Insular de Mallorca (1997-1999) y director general de Cultura del Gobierno de las Islas Baleares (1999-2003). Fue secretario general del PSM en la ciudad de Palma de Mallorca, y en 2003, fue candidato a la Alcaldía de Palma por el PSM y elegido concejal. Ejerció como portavoz del grupo municipal del PSM en el Ayuntamiento de Palma hasta mayo del 2006, momento en que abandonó  la concejalía y el partido, en desacuerdo con la alianza preelectoral Bloc per Mallorca.
Como Directot General de Cultura del Gobierno de las Islas Baleares, fue uno de los impulsores y miembro del primer patronato del Institut Ramon Llull, entidad responsable de la difusión de la lengua y cultura catalanes en el mundo. También fue miembro fundador e integrante del patronato de honor del Museo de Arte Moderno y Contemporáneo de Palma "Es Baluard".
En 2016 fue nombrado Director Gerente de la Agencia de Turismo de las Islas Baleares, cargo que ejerció hasta noviembre de 2017 y durante el cual creó el proyecto de desestacionalización turística de las Islas Baleares "Better in Winter", que incrementó en un 20% la afluencia turística a las islas durante el invierno, y los "Premis de Turisme de les Illes Balears" que reconocen la labor en el ámbito del turismo. Además creó los Clubes de producto, un sistema innovador de participación público privada donde ambos sectores deciden les acciones promocionales a realizar y el presupuesto a destinar.

## Cultura y Turismo
Aunque dejó la actividad política continuó con actividades públicas y periodísticas: edición semanal de la contraportada del Diario de Baleares, artículo semanal en el periódico Última Hora, presentación de un programa de entrevistas, Transparències, en la televisión autonómica de las Islas Baleares, IB3, donde ha interrogado a personajes como Alfonso Guerra, Jordi Pujol, Pascual Maragall, Iñaki Anasagasti, Llorenç Serra Ferrer, Chenoa, Juan Pons, Simón Andreu, y Antoni Parera Fons, entre otros.
El 2006 creó la empresa de gestión cultural IRU, Gestió i Producció, empresa con sede en Palma y Barcelona que ha elaborado multitud de actividades, producciones y exposiciones.
Desde septiembre de 2009 hasta el 2012 fue el director del Laboratorio de Cultura y Turismo del Centre de Innovación - Barcelona Media posteriormente transformado en Eurecat. Ha desarrollado gran parte de su trabajo en Brasil, lugar donde ha elaborado proyectos como el "Plan de Marketing Turístico de Brasil", "Pla de posicionamiento de Brasilia", planes de desarrollo turístico (Río de Janeiro, Estado de Bahía, etc), Plan de Turismo de Brasil Central (Brasilia, Mato Grosso, Mato Grosso do Sul, Goias), etc. 
Como empresario es propietario de varias empresas que bajo el nombre comercial "Spiritual Mallorca" gestionan algunos de los principales atractivos turístico-culturales de Mallorca y Menorca. También es propietario de la empresa comercialitzadora del software de mantenimientos hoteleros y control de consumos energéticos "Galileus".
Dentro de la línea de conferenciante internacional ha realizado intervenciones sobre gestión turística, competitividad y creación de destinos turísticos, cultura y comunicación, en multitud de países siendo las más destacadas las que periódicamente realiza en todo el territorio brasileño.